# Hrib čarovnic
Hrib čarovnic (litovsko Raganų kalnas) je razstavišče kipov na prostem v bližini mesta Juodkrantė v Litvi.
Nahaja se na gozdnati peščeni sipini, približno pol kilometra zahodno od Kuronske lagune, na litovski obmorski kolesarski poti. Od ustanovitve leta 1979 je bil park večkrat razširjen, trenutno je v njem okoli 80 lesenih skulptur in več poti. Umetniki so se pri ustvarjanju oprli na dolgo tradicijo lesorezbarstva v Samogitiji in na prav tako dolgo tradicijo Joninėsovih (sv. Janez) praznovanj na hribu. Kipi prikazujejo like iz litovske folklore in poganskih tradicij.
V parku redno potekajo rezbarski simpoziji, tako se stalno dodajajo tudi nova dela. Vstop je brezplačen.